# Dad (Komárom-Esztergom)
Pour les articles homonymes, voir Dad.
Dad est un village et une commune du comitat de Komárom-Esztergom en Hongrie.